# Lignières (Somme)
 Lignières  es una población y comuna francesa, en la Región de Alta Francia, departamento de Somme, en el distrito de Montdidier y cantón de Roye.

## Demografía
| 140 | 120 | 88 | 95 | 108 | 121 |
| Para los censos de 1962 a 1999 la población legal corresponde a la población sin duplicidades (Fuente: INSEE [Consultar]) |     |    |    |     |     |